# خرمة (فلم)
خُرْمَة (بالفرنسية: Khorma le crieur de nouvelles) فيلم تونسي فرنسي بلجيكي من إخراج الجيلاني السعدي، أصدر عام 2002.

## الممثلون
- محمد قريع
- محمد المورالي
- رمزي براري
- حسن الخلصي
- دليلة المفتاحي
- طارق الزموري
- درة زروق
- جمال ساسي
- الشاذلي الورغي

## روابط خارجية
- مقالات تستعمل روابط فنية بلا صلة مع ويكي بيانات